# トラッドジャパン
『トラッドジャパン』は、NHK教育テレビジョンで2009年3月31日から2013年3月26日まで放送された英語語学番組である。『トラッドジャパン・ミニ』についても併せて記述する。
CEFRで、B1と位置づけられている。

## 番組内容
NHKワールド（NHK国際テレビ放送）、及びNHK総合テレビにて外国人向けに日本の文化を英語で放送されている『Begin Japanology』をもとに作成されており、当番組は本格的な英語を聞き取り、簡潔でわかりやすく話せるようになるための語学番組となっている。
主音声は英語放送の内容をそのまま送り、副音声は日本語訳を入れた解説放送として行っている。

## 放送時間
いずれも日本標準時。

### 2009年度（第1シーズン）
- 本放送
  - 火曜日　23:10 - 23:30
- 再放送
  - 翌週火曜日　6:40 - 7:00

### 2010年度（第1シーズンの再放送）
- 本放送
  - 火曜日　23:10 - 23:30
- 再放送
  - 土曜日　5:00 - 5:20

### 2011年度（第2シーズン）
- 本放送
  - 木曜日　23:00 - 23:20
- 再放送
  - 翌週月曜日　6:00 - 6:20

### 2012年度（第2シーズンの再放送）
- 本放送
  - 火曜日　6:00 - 6:20
- 再放送
  - 土曜日　5:00 - 5:20

## 出演者
- 講師：江口裕之（CEL英語ソリューションズ最高教育責任者）
- コメンテーター：ステュウット・ヴァーナム＝アットキン
- リポーター：ジェイク・シマブクロ（2011年度）
- ナレーション：青谷優子（NHK国際放送局アナウンサー、2009年度）

## 放映リスト

### 第1シーズン
1. 寿司（2009年3月31日）
2. 広重（2009年4月7日）
3. 友禅（2009年4月14日）
4. 東京タワー（2009年4月21日）
5. 弁当（2009年4月28日）
6. 竹（2009年5月5日）
7. 城（2009年5月12日）
8. 畳（2009年5月19日）
9. 抹茶（2009年5月26日）
10. 味噌（2009年6月2日）
11. 和菓子（2009年6月9日）
12. 盆栽（2009年6月16日）
13. 掛け軸（2009年6月23日）
14. 西陣織（2009年6月30日）
15. 魚の国（2009年7月7日）
16. 花火（2009年7月14日）
17. 漆（2009年7月21日）
18. 五重塔（2009年7月28日）
19. 洋食（2009年8月4日）
20. 藍染（2009年8月25日）
21. 織部焼（2009年9月1日）
22. 神輿（2009年9月8日）
23. 桂離宮（2009年9月15日）
24. 箸（2009年9月22日）
25. 文楽（2009年9月29日）
26. 日本酒（2009年10月6日）
27. 折り紙（2009年10月13日）
28. 古民家（2009年10月20日）
29. 茶会（2009年10月27日）
30. 切子（2009年11月3日）
31. 紅葉（2009年11月10日）
32. 懐石料理（2009年11月17日）
33. 温泉（2009年11月24日）
34. 扇子（2009年12月1日）
35. 剣道（2009年12月8日）
36. そば（2009年12月15日）
37. 庭園（2009年12月22日）
38. 神社（2009年12月29日）
39. こま（2010年1月5日）
40. 囲碁（2010年1月12日）
41. ラーメン（2010年1月19日）
42. 面（2010年1月26日）
43. 富士山（2010年2月2日）
44. 漬物（2010年2月9日）
45. 筆（2010年2月16日）
46. ひな人形（2010年2月23日）
47. 侍（2010年3月2日）
48. 米（2010年3月9日）
49. 結婚（2010年3月16日）
50. 桜（2010年3月23日）

### 第2シーズン
1. 舞妓（2011年3月31日）
2. 風呂敷（2011年4月7日）
3. 伊勢神宮（2011年4月14日）
4. しょうゆ（2011年4月21日）
5. 端午の節句（2011年4月28日）
6. 弓道（2011年5月12日）
7. 天ぷら（2011年5月19日）
8. 日本の文様（2011年5月26日）
9. 讃岐うどん（2011年6月2日）
10. 新幹線（2011年6月9日）
11. 鎌倉（2011年6月16日）
12. 浮世絵（2011年6月23日）
13. 祇園祭（2011年6月30日）
14. マグロ（2011年7月7日）
15. ひらがな（2011年7月14日）
16. 和太鼓（2011年7月21日）
17. お盆（2011年7月28日）
18. 妖怪（2011年8月11日）
19. カレーライス（2011年8月18日）
20. 東大寺（2011年8月25日）
21. 俳句（2011年9月1日）
22. とうふ（2011年9月8日）
23. お遍路（2011年9月15日）
24. 日本のあかり（2011年9月22日）
25. 出雲大社（2011年9月29日）
26. 菊（2011年10月13日）
27. 能（2011年10月20日）
28. だし（2011年10月27日）
29. 永平寺（2011年11月3日）
30. 鯛（2011年11月10日）
31. 銭湯（2011年11月17日）
32. 柔道（2011年11月24日）
33. 和紙（2011年12月1日）
34. かるた（2011年12月8日）
35. 金沢（2011年12月15日）
36. 歌舞伎（2011年12月22日）
37. 餅（2012年1月5日）
38. 墨（2012年1月12日）
39. 日本刀（2012年1月19日）
40. 相撲（2012年1月26日）
41. わさび（2012年2月2日）
42. マンガ（2012年2月9日）
43. 日本の髪形（2012年2月16日）
44. 三味線（2012年2月23日）
45. 宿（2012年3月1日）
46. 仏像（2012年3月8日）
47. 日本の色（2012年3月15日）
48. 落語（2012年3月22日）